# Olympische Sommerspiele 2024/Basketball
Bei den Olympischen Spielen 2024 in Paris wurden vom 27. Juli bis zum 11. August 2024 insgesamt vier Wettbewerbe im Basketball ausgetragen. Für beide Geschlechter fand wieder jeweils ein klassisches Mannschaftsturnier sowie ein Turnier in der 3×3-Variante statt. Die Vorrundenspiele des klassischen Mannschaftsturniers wurden im Stade Pierre-Mauroy in der nordfranzösischen Stadt Villeneuve-d’Ascq in der Metropolregion Lille ausgetragen. Die Finalrunde wurde in der Bercy Arena in Paris ausgetragen. Die Spiele der 3×3-Variante wurden ebenfalls in Paris auf dem Place de la Concorde ausgetragen.
Insgesamt 1.078.319 Zuschauer besuchten die beiden olympischen Basketballturniere der Frauen und Männer und brachen damit den bisherigen Rekord von 1.068.032 Zuschauern, der vor 28 Jahren bei den Olympischen Spielen 1996 in Atlanta aufgestellt wurde. Beim letzten Vorrundenspiel zwischen Gastgeber Frankreich und Australien wurde mit 27.193 Zuschauern auch noch ein neuer europäischer Zuschauerrekord für ein Damen-Basketballspiel erreicht.

## Zeitplan
| Zeitplan Basketball | Zeitplan Basketball | Zeitplan Basketball | Zeitplan Basketball | Zeitplan Basketball | Zeitplan Basketball | Zeitplan Basketball | Zeitplan Basketball | Zeitplan Basketball | Zeitplan Basketball | Zeitplan Basketball | Zeitplan Basketball | Zeitplan Basketball | Zeitplan Basketball | Zeitplan Basketball | Zeitplan Basketball | Zeitplan Basketball | Zeitplan Basketball | Zeitplan Basketball | Zeitplan Basketball |
| Wettbewerbe         | Juli 2024           | Juli 2024           | Juli 2024           | Juli 2024           | Juli 2024           | August 2024         | August 2024         | August 2024         | August 2024         | August 2024         | August 2024         | August 2024         | August 2024         | August 2024         | August 2024         | August 2024         | August 2024         | August 2024         | August 2024         |
| Männer              | 27.                 | 28.                 | 29.                 | 30.                 | 31.                 | 1.                  | 2.                  | 3.                  | 3.                  | 4.                  | 4.                  | 5.                  | 5.                  | 6.                  | 7.                  | 8.                  | 9.                  | 10.                 | 11.                 |
| ------------------- | ------------------- | ------------------- | ------------------- | ------------------- | ------------------- | ------------------- | ------------------- | ------------------- | ------------------- | ------------------- | ------------------- | ------------------- | ------------------- | ------------------- | ------------------- | ------------------- | ------------------- | ------------------- | ------------------- |
| Mannschaft          | VR                  | VR                  |                     | VR                  | VR                  |                     | VR                  | VR                  | VR                  |                     |                     |                     |                     | VF                  |                     | HF                  |                     |                     |                     |
| 3×3                 |                     |                     |                     | VR                  | VR                  | VR                  | VR                  |                     |                     | VR                  | VF                  | HF                  |                     |                     |                     |                     |                     |                     |                     |
| Frauen              | 27.                 | 28.                 | 29.                 | 30.                 | 31.                 | 1.                  | 2.                  | 3.                  | 3.                  | 4.                  | 4.                  | 5.                  | 5.                  | 6.                  | 7.                  | 8.                  | 9.                  | 10.                 | 11.                 |
| Mannschaft          |                     | VR                  | VR                  |                     | VR                  | VR                  |                     | VR                  | VR                  | VR                  |                     |                     |                     |                     | VF                  |                     | HF                  |                     |                     |
| 3×3                 |                     |                     |                     | VR                  | VR                  | VR                  | VR                  | VR                  | VF                  |                     |                     | HF                  |                     |                     |                     |                     |                     |                     |                     |
| Entscheidungen      | 0                   | 0                   | 0                   | 0                   | 0                   | 0                   | 0                   | 0                   | 0                   | 0                   | 0                   | 2                   | 2                   | 0                   | 0                   | 0                   | 0                   | 1                   | 1                   |

| VR | Vorrunde | VF | Viertelfinale | HF | Halbfinale |  | Medaillenentscheidung |

## Bilanz

### Medaillenspiegel
| Platz  | Land               | Gold | Silber | Bronze | Gesamt |
| ------ | ------------------ | ---- | ------ | ------ | ------ |
| 1      | Vereinigte Staaten | 2    | –      | 1      | 3      |
| 2      | Deutschland        | 1    | –      | –      | 1      |
| 2      | Niederlande        | 1    | –      | –      | 1      |
| 4      | Frankreich         | –    | 3      | –      | 3      |
| 5      | Spanien            | –    | 1      | –      | 1      |
| 6      | Australien         | –    | –      | 1      | 1      |
| 6      | Litauen            | –    | –      | 1      | 1      |
| 6      | Serbien            | –    | –      | 1      | 1      |
| Gesamt | Gesamt             | 4    | 4      | 4      | 12     |

### Medaillengewinner
| Disziplin  | Gold | Silber | Bronze |
| ---------- | --- | --- | --- |
| Männer     | Vereinigte StaatenBam Adebayo Devin Booker Stephen Curry Anthony Davis Kevin Durant Anthony Edwards Joel Embiid Tyrese Haliburton Jrue Holiday LeBron James Jayson Tatum Derrick White      | FrankreichAndrew Albicy Nicolas Batum Nando de Colo Isaïa Cordinier Bilal Coulibaly Evan Fournier Rudy Gobert Mathias Lessort Frank Ntilikina Matthew Strazel Victor Wembanyama Guerschon Yabusele | SerbienAleksa Avramović Bogdan Bogdanović Dejan Davidovac Ognjen Dobrić Marko Gudurić Nikola Jokić Nikola Jović Vanja Marinković Vasilije Micić Nikola Milutinov Filip Petrušev Uroš Plavšić |
| Frauen     | Vereinigte StaatenNapheesa Collier Kahleah Copper Chelsea Gray Brittney Griner Sabrina Ionescu Jewell Loyd Kelsey Plum Breanna Stewart Diana Taurasi Alyssa Thomas A’ja Wilson Jackie Young | FrankreichValérie Ayayi Marième Badiane Romane Bernies Alexia Chery Marine Fauthoux Marine Johannès Leila Lacan Dominique Malonga Sarah Michel Iliana Rupert Janelle Salaun Gabby Williams         | AustralienJade Melbourne Kristy Wallace Stephanie Talbot Tess Madgen Alanna Smith Ezi Magbegor Marianna Tolo Cayla George Amy Atwell Isobel Borlase Lauren Jackson Sami Whitcomb             |
| 3×3 Männer | NiederlandeWorthy de Jong Arvin Slagter Jan Driessen Dimeo van der Horst | FrankreichLucas Dussoulier Jules Rambaut Franck Seguela Timothé Vergiat | LitauenEvaldas Džiaugys Gintautas Matulis Aurelijus Pukelis Šarūnas Vingelis |
| 3×3 Frauen | DeutschlandSvenja Brunckhorst Sonja Greinacher Elisa Mevius Marie Reichert | SpanienSandra Ygueravide Vega Gimeno Juana Camilión Gracia Alonso | Vereinigte StaatenCierra Burdick Dearica Hamby Rhyne Howard Hailey Van Lith |

## Qualifikation
Es konnten sich folgende Nationen Quotenplätze sichern:
| Nation             | Basketball | Basketball | 3×3-Basketball | 3×3-Basketball | Quotenplätze |
| Nation             | Männer     | Frauen     | Männer         | Frauen         | Quotenplätze |
| ------------------ | ---------- | ---------- | -------------- | -------------- | ------------ |
| Aserbaidschan      |            |            |                | X              | 1            |
| Australien         | X          | X          |                | X              | 3            |
| Belgien            |            | X          |                |                | 1            |
| Brasilien          | X          |            |                |                | 1            |
| China              |            | X          | X              | X              | 3            |
| Deutschland        | X          | X          |                | X              | 3            |
| Frankreich         | X          | X          | X              | X              | 4            |
| Griechenland       | X          |            |                |                | 1            |
| Japan              | X          | X          |                |                | 2            |
| Kanada             | X          | X          |                | X              | 3            |
| Lettland           |            |            | X              |                | 1            |
| Litauen            |            |            | X              |                | 1            |
| Niederlande        |            |            | X              |                | 1            |
| Nigeria            |            | X          |                |                | 1            |
| Polen              |            |            | X              |                | 1            |
| Puerto Rico        | X          | X          |                |                | 2            |
| Serbien            | X          | X          | X              |                | 3            |
| Spanien            | X          | X          |                | X              | 3            |
| Südsudan           | X          |            |                |                | 1            |
| Vereinigte Staaten | X          | X          | X              | X              | 4            |
| Gesamt: 20 NOKs    | 12         | 12         | 8              | 8              | 40           |